# Strade Bianche 2022
16. ročník jednodenního cyklistického závodu Strade Bianche se konal 5. března 2022 v Itálii. Vítězem se stal Slovinec Tadej Pogačar z týmu UAE Team Emirates. Na druhém a třetím místě se umístili Španěl Alejandro Valverde (Movistar Team) a Dán Kasper Asgreen (Quick-Step–Alpha Vinyl). Závod byl součástí UCI World Tour 2022 na úrovni 1.UWT a byl třetím závodem tohoto seriálu.

## Týmy
Závodu se zúčastnilo 17 z 18 UCI WorldTeamů a 5 UCI ProTeamů. Cofidis, jediný UCI WorldTeam neúčastnící se závodu, odmítl svou pozvánku s odvoláním na plný závodní program. Každý tým přijel se sedmi závodníky kromě týmů EF Education–EasyPost, Ineos Grenadiers, Team Jumbo–Visma, Team BikeExchange–Jayco a Team DSM s šesti jezdci, na start se tak postavilo 149 jezdců. Do cíle v Sieně dojelo 87 z nich.
UCI WorldTeamy
- AG2R Citroën Team
- Astana Qazaqstan Team
- Bora–Hansgrohe
- EF Education–EasyPost
- Groupama–FDJ
- Ineos Grenadiers
- Intermarché–Wanty–Gobert Matériaux
- Israel–Premier Tech
- Lotto–Soudal
- Movistar Team
- Quick-Step–Alpha Vinyl
- Team Bahrain Victorious
- Team BikeExchange–Jayco
- Team DSM
- Team Jumbo–Visma
- Trek–Segafredo
- UAE Team Emirates

UCI ProTeamy
- Alpecin–Fenix
- Arkéa–Samsic
- Bardiani–CSF–Faizanè
- Drone Hopper–Androni Giocattoli
- Eolo–Kometa

## Výsledky
| Pořadí | Jezdec                   | Tým                                | Čas        |
| ------ | ------------------------ | ---------------------------------- | ---------- |
| 1      | Tadej Pogačar (SLO)      | UAE Team Emirates                  | 4h 47' 49" |
| 2      | Alejandro Valverde (ESP) | Movistar Team                      | + 37"      |
| 3      | Kasper Asgreen (DEN)     | Quick-Step–Alpha Vinyl             | + 46"      |
| 4      | Attila Valter (HUN)      | Groupama–FDJ                       | + 1' 07"   |
| 5      | Pello Bilbao (ESP)       | Team Bahrain Victorious            | + 1' 09"   |
| 6      | Jhonatan Narváez (ECU)   | Ineos Grenadiers                   | + 1' 09"   |
| 7      | Quinn Simmons (USA)      | Trek–Segafredo                     | + 1' 21"   |
| 8      | Tim Wellens (BEL)        | Lotto–Soudal                       | + 1' 25"   |
| 9      | Simone Petilli (ITA)     | Intermarché–Wanty–Gobert Matériaux | + 1' 35"   |
| 10     | Sergio Higuita (COL)     | Bora–Hansgrohe                     | + 1' 53"   |